# Лермонтовіт
Лермонтовіт (рос. лермонтовит; англ. lermontovite; нім. Lermontovit m) — мінерал, водний фосфат урану, кальцію і рідкісноземельних елементів острівної будови.

## Загальний опис
Формула: (U, Ca, TR)3[PO4]4·6H2O.
Склад у % (із зони окиснення; без рідкісних земель): UO2 — 36,33; UO3 — 14,53; CaO — 1,00; P2O5 — 20,40; H2O — 8,72.
Домішки: Al2O3; Fe2O3.
Густина 4,50.
Колір сіро-зелений з матовим полиском на поверхні і шовковистим на зламі.
Утворює гроноподібні, тонкозернисті або землисті агрегати. Показники змінюються навіть в одному і тому зразку.
Знайдений разом з сульфатами молібдену і сульфідами заліза в зоні окиснення уранових родовищ.
Нестійкий і звичайно знаходиться в напівзруйнованому стані.
За прізвищем російського поета М. Ю. Лермонтова (В. Г. Мелков, 1948).